# Вишньовка (Петуховський округ)
Вишньо́вка (рос. Вишнёвка) — присілок у складі Петуховського округу Курганської області, Росія.
Населення — 82 особи (2010, 117 у 2002).
Національний склад станом на 2002 рік:
- росіяни — 94 %